# Still (Larcher)
Still is een compositie van Thomas Larcher. Het is een soort altvioolconcert. Het doorstaat de vergelijking met een klassiek altvioolconcert niet geheel. Het concert bestaat uit twee delen, die een gelijke subtitel hebben Fliessend (vloeiend). De solist heeft in zijn partij lange melodielijnen, terwijl het kamerorkest de solist daarin probeert te ondersteunen of juist tegen te werken.
De titel van het werk verwijst naar kalmte (Duits: Still) en naar een Still een stilstaand video dan wel filmbeeld. Dat laatste is terug te vinden in de muziek. De muziek hangt om een orgelpunt. Er is dus geen ontwikkeling, vooruitgang; de muziek blijft om het centrale akkoord dwarrelen. Het werk kent haar climax aan het eind van deel 1. Aan het begin van deel 2 wordt de piano als een soort percussieinstrument gebruikt; ook daar wordt steeds dezelfde toon gespeeld. Deel 2 laat in het midden de kalmte geheel los.
Op 2 februari 2003 speelde gerenommeerd altist Kim Kashkashian het met het Stuttgart Kammerorchester onder leiding van Dennis Russell Davies in Salzburg tijdens de Mozart Woche.
Still is geschreven voor
- solo altviool
- piano
- 6 eerste violen, 5 tweede violen, 4 altviolen, 3 celli, 2 contrabassen

## Discografie
- Uitgave ECM Records: Kim Kashkashian, (altviool), Thomas Larcher (piano), Münchner Kammerorchester o.l.v. Dennis Russell Davies (opname 2008)